# The Wind
The Wind (bra Vento e Areia) é um filme norte-americano de 1928, do gênero drama romântico, dirigido por Victor Sjöström, com roteiro de Frances Marion baseado no romance The Wind, de Dorothy Scarborough.
Foi um dos últimos filme mudos lançados pela Metro-Goldwyn-Mayer. Em 1993, o filme foi considerado "culturalmente, historicamente, ou esteticamente significativo" pela Biblioteca do Congresso dos Estados Unidos e selecionado para preservação no National Film Registry.

## Elenco
- Lillian Gish ....... Letty Mason
- Lars Hanson ....... Lige Hightower
- Montagu Love ....... Wirt Roddy
- Dorothy Cumming ....... Cora
- Edward Earle ....... Beverly
- William Orlamond ....... Sourdough
- Carmencita Johnson ....... Filha de Cora
- Leon Janney ....... Filho de Cora
- Billy Kent Schaefer ....... Filho de Cora